# Нігрішоара
Нігрішоара (рум. Nigrișoara) — село у повіті Арджеш в Румунії. Входить до складу комуни Слобозія.
Село розташоване на відстані 68 км на захід від Бухареста, 49 км на південний схід від Пітешть, 114 км на схід від Крайови, 131 км на південь від Брашова.

## Населення
За даними перепису населення 2002 року у селі проживали 300 осіб, усі — румуни. Усі жителі села рідною мовою назвали румунську.